# Sklepienie wachlarzowe

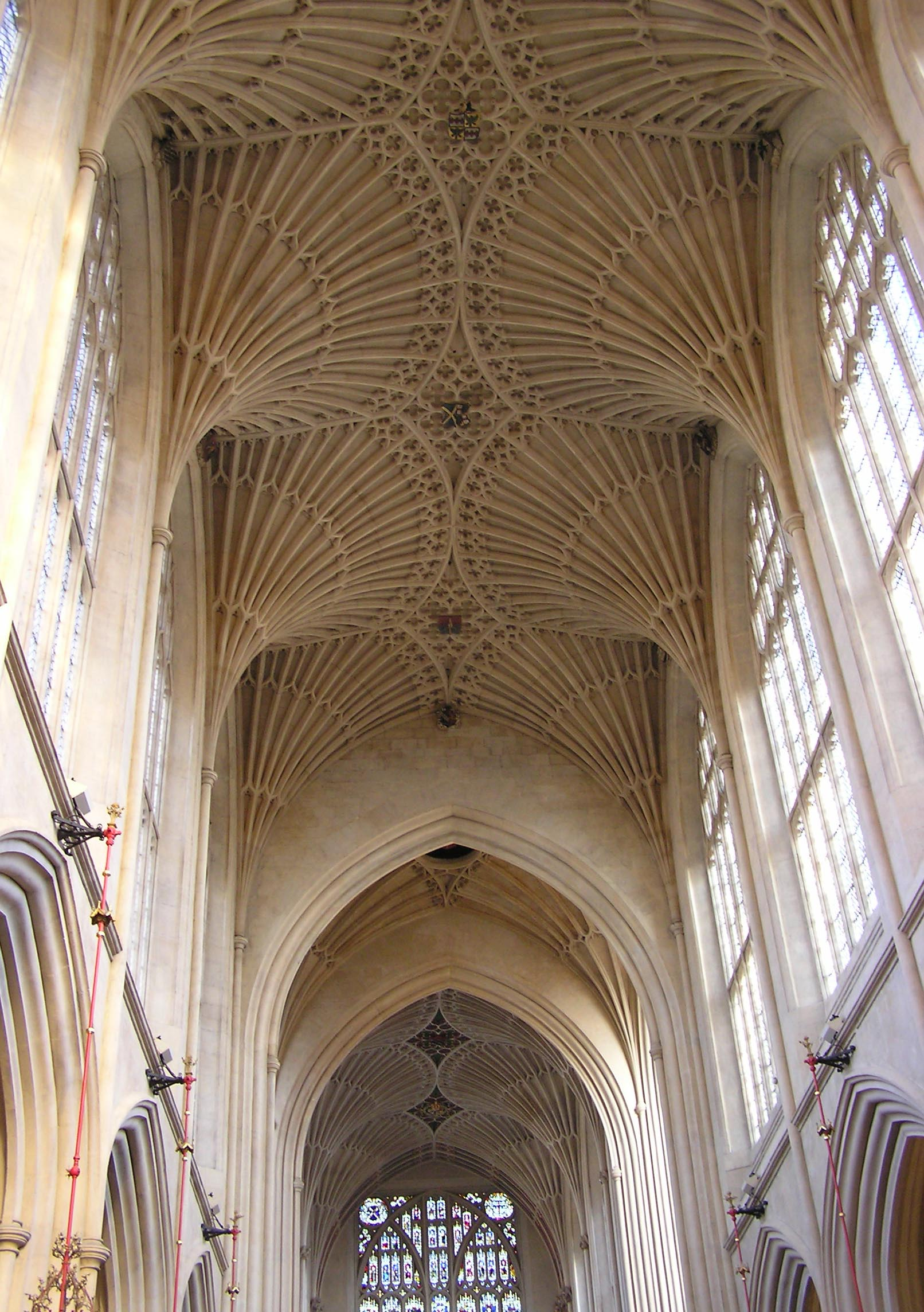
Sklepienie wachlarzowe – opactwo Bath w Anglii

Sklepienie wachlarzowe zbudowane jest na żebrach promieniście rozchodzących się z przyściennych punktów podparcia (takich jak np. wspornik, półkolumna, służka). Stosowane najczęściej w okresie późnego gotyku angielskiego – tzw. stylu perpendykularnego czyli pionowego, który zdominował architekturę angielską w XV wieku.